# Коалиция на розата
Коалицията на розата е създадена през 2005 г. от партиите „Българска социалдемокрация“ (БСД, бивша Евролевица), Национално движение за права и свободи (НДПС) и Обединен блок на труда (ОБТ). Коалицията се представлява от лидерите на 3-те партии – Александър Томов (БСД), Гюнер Тахир (НДПС) и Кръстьо Петков (ОБТ). Регистрирана е с решение № 70/10 май 2005 г. на ЦИК. Впоследствие към коалицията се присъединява и „Блокът на Жорж Ганчев“, а самият Жорж Ганчев оглавява листата в Плевен.
В коалиционното споразумение се посочва, че „Коалиция на розата“ изповядва „социалдемократически, републикански и патриотични ценности“ и се обявява за „нова социална и икономическа политика“.
Коалицията остава в историята на българската политическа реклама с неуспешния опит за римейк на рекламата („О, Пепи!“) на кренвирши „Леки“ за рекламен клип по време на кампанията.
На парламентарните избори през 2005 г. Коалицията на розата постига резултат 1,3% от гласовете и остава извън парламента. След изборите коалицията се разпуска.